# 新潟精機
新潟精機株式会社（にいがたせいき）は、新潟県三条市に本社を置く測定工具とDIY製品製造のメーカーである。
新潟市にある会社の方が設立は早いが、別会社である

## 概要
元は金物行商から始まったが、直角精度を持った鉄工スコヤの製造を皮切りに測定工具の品種を増やしていった。その後日曜大工用品の製造を開始し、金物店やホームセンターを取引先としたDIY業界にも進出。1987年にはレベルポイントS・Mがグッドデザイン賞を受賞した。その後ピラーズキャッチも受賞した。
測定工具の精度管理に伴う校正サービスの事業も行っており、ピンゲージ業界では初めてJCSS校正事業者に認証登録された。

## 主な商品
快段メモリ（定規）、基準ゲージ（ピンゲージ・リングゲージ）、金属製直尺・曲尺、デジタル式水準器、DIY（日曜大工）に用いる工具製品。